# لیپووی کلیوچ
لیپووی کلیوچ (انگلیسی: Lipovy Klyuch) یک شهرک در شهرستان تویمازینسکی استان باشقیرستان کشور روسیه است.